# A Lifelong Journey
A Lifelong Journey (xinès simplificat: 人世间, pinyin: Rén shìjiān, literalment 'El món secular') és una sèrie de televisió xinesa, del gènere de drama d'època estrenat a la Xina continental el 2022. Es tracta d'una adaptació de la novel·la de Liang Xiaosheng, Ren Shijian. Dirigida per Li Lu, és protagonitzada per Lei Jiayin, Xin Baiqing, Song Jia i Yin Tao. Es va estrenar a CCTV1 i iQiyi el 28 de gener de 2022, i es va emetre a Jiangsu Satellite TV el 24 de febrer de 2022.
Radio Television Hong Kong va comprar els drets d'emissió a Hong Kong el 2022, i l'emeté a RTHK TV 31 "Weekend National Drama Theatre". El 18 de febrer, l'actriu principal Sa Rina va revelar en una entrevista que Disney havia comprat els drets d'autor globals de l'obra. S'espera que l'espectacle s'emeta fora de la Xina continental a través de la plataforma Disney+.

## Sinopsi
L'obra explica la història de tres generacions d'una família de cognom Zhou en una capital de província del nord-est de la Xina, que treballen dur per crear una vida millor des del darrer període de la Revolució Cultural fins després de la Reforma i l'Obertura, abastant un total de cinc dècades diferents.

## Legat
La sèrie va tindre la màxima audiència d'entre tots els drames televisius dels principals canals, atraent 310 milions de teleespectadors. La sèrie ha rebut molts elogis, esdevenint un èxit.
A la plataforma Douban, va obtindre una puntuació de 8,1 entre 10.
Va rebre el Premi Magnolia al Festival de la Televisió de Shanghai del 2023, i Li Lu i Lei Jiayin guanyaren el premi a millor director i actor, respectivament.